# Тосэйха

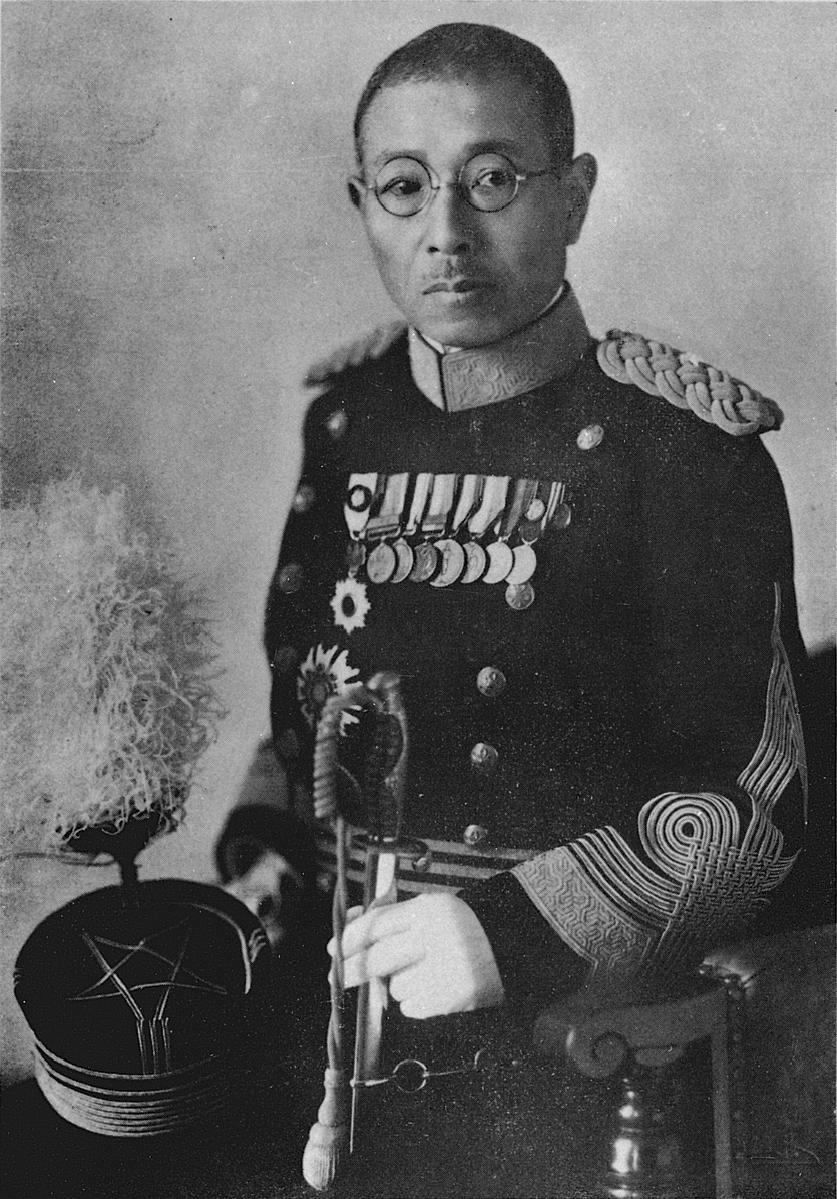
Генерал-лейтенант Нагата Тэцудзан, глава фракции «Тосэйха»

Тосэйха (яп. 統制派 то:сэйха, фракция контроля) — фракция или политическое крыло Императорской армии Японии, действовавшее в 1920-е и 1930-е годы и представлявшее собой группу умеренно настроенных военных офицеров, находившихся в оппозиции к радикальной ультранационалистической группировке «Кодоха», поддерживавшей агрессивную имперскую политику и выступавшей против идеалов модернизации. Борьба между группировками шла вплоть до 26 февраля 1936 года, когда была предпринята попытка государственного переворота: после этого «Кодоха» была разгромлена, а её лидеры были казнены. «Тосэйха» сохранила контроль над армией, однако идеология «Кодохи» продолжала оказывать значительное влияние на японский милитаризм в конце 1930-х годов.

## Предыстория

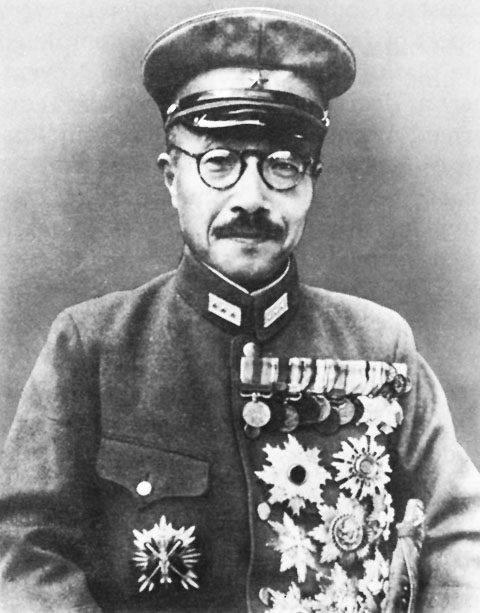
Хидэки Тодзё, премьер-министр Японии во Второй мировой войне, сторонник фракции «Тосэйха»

Экономический рост, который начался в Японской империи во время Первой мировой войны, прекратился в начале 1920-х годов и позже вылился в финансовый кризис. Социальные волнения усилились в связи с поляризацией общества, увеличением разброса доходов и социальной пропасти, а на профсоюзы огромное влияние оказывали идеологии социализма, коммунизма и анархизма. При этом ведущие промышленные и финансовые предприятия Японии продолжали повышать своё благосостояние благодаря связям с политиками и бюрократами. Официально заявлялось, что политическая коррупция не распространяется на армию, а командиры воинских формирования обязаны были предотвращать любые угрозы в отношении Японии, связанные с ослаблением либеральной демократии и усилением политической коррупции.
Генералы Садао Араки и Дзиндзабуро Масаки (протеже Араки) на этом фоне создали ультранационалистическую группировку «Кодоха» (яп. 皇道派 ко:до:ха, фракция пути императора), которая намеревалась избавиться от последствий реставрации Мэйдзи (индустриализации и западнизации) и вернуть идеализированную Японию прежних лет. В ответ на это генералы Кадзусигэ Угаки, Нагата Тэцудзан, Хадзимэ Сугияку, Куниаки Коисо, Ёсидзиро Умэдзу и Хидэки Тодзио организовали группировку «Тосэйха», которая была противоположностью «Кодохе» и представляла более консервативные и умеренные элементы армии. И те, и другие заимствовали идеи тоталитаризма и фашизма, разделяя фундаментальные идеалы укрепления национальной обороны посредством реформы всей системы национальной политики, а также не признавали политические партии и представительную демократию. Хотя видения на мир были одними и теми же, раскол возник в том, как добиться этого результата.

## Противостояние
Отношения «Тосэйхи» и «Кодохи» были настолько враждебными, что слово «Тосэйха» употребляли только сторонники и члены «Кодохи». «Тосэйха» была нерегиональной коалицией по сравнению с движением Араки, который проводил все повышения по службе и принимал внутренние решения на основании региональной политики. Многие из членов «Тосэйха» были многообещающими выпускниками Военной академии Императорской армии Японии и Высшей военной академии Императорской армии Японии и были осведомлены о том, что Араки стремился заниматься не модернизацией и механизацией вооружённых сил, а психологическим накачиванием и воспитанием духовно-нравственных качеств армии.
Вопреки провокационным действиям «Кодохи», которая собиралась провести реставрацию Сёва с помощью насильственных действий и национальной революции, «Тосэйха» опиралась на реформы и работу с уже имеющейся политической системой. «Тосэйха» предвидела, что в будущем начнётся тотальная война, и максимизация японских промышленных и военных мощностей могла бы потребовать сотрудничества японской бюрократии со всеми дзайбацу, что было неприемлемо для «Кодохи». Более того, «Кодоха» была одним из ярых сторонников доктрины «натиска на север» — превентивного удара по СССР и захвату Сибири как территории сферы влияния Японской империи, а вот в «Тосэйхе» таких сторонников было меньшинство, поскольку большая её часть выступала за более осторожные действия и укрепление обороны на севере.

## Падение
В 1931 году Мукденский инцидент и последующий захват японцами Маньчжурии привели к тому, что две фракции вступили в острый конфликт за власть в Императорской армии. До 1934 года преимущество было у «Кодохи», пока Араки не ушёл в отставку из-за слабого здоровья. Попытка государственного переворота 26 февраля 1936 года стала ещё одним крупным ударом по «Кодохе»: часть офицеров были казнены, а фракция развалилась. «Тосэйха» стала доминировать в японской военщине, однако смысл её существования после устранения конкурентов просто исчез, и победившая фракция также прекратила своё существование.